# Momoko Tsugunaga
Momoko Tsugunaga (jap. 嗣永桃子 Tsugunaga Momoko; ur. 6 marca 1992 w Kashiwie) – japońska piosenkarka j-pop. Jej kariera rozpoczęła się w roku 2002, kiedy przeszła do audycji Hello! Project Kids wraz z innymi dziećmi. Od tego czasu uczestniczy w tej grupie, tworząc z innymi członkiniami zespół Berryz Kōbō do 2015 roku. Od 2007 do 2017 roku, wraz z Miyabi Natsuyaki (Berryz Koubou) i Airi Suzuki (°C-ute) śpiewała w zespole Buono!. W latach 2003–2004 należała do niewielkiej grupy muzycznej ZYX. Od listopada 2014 do 2017 członkini Country Girls.
Obecnie wycofała się z działalności muzycznej.

## Zespoły
- Berryz Kōbō – 2004–2015
- Buono! – 2007–2017
- ZYX – 2003–2004
- Hello! Project Kids – do 2017
- Country Girls – 2014–2017

## Fotoalbumy
- momo – 2007.06.20
- momo16 – 2008.03.19
- Momo no mi (jap. 桃の実) – 2008.11.21
- momochiiii – 2009.08.21

## DVD
- momo only. (momo only。) – 2008.12.03
- momo ok. (momo ok。) – 2009.09.09

## Filmografia
- 2002 – Koinu Dan no Monogatari (jap. 仔犬ダンの物語)
- 2004 – Promise Land ~Clovers no Daibouken~ (jap. Promise Land ～クローバーズの大冒険〜)

## Radio
- Berryz Koubou Tsugunaga Momoko no Pri Pri Princess (jap. Berryz工房　嗣永桃子のぷりぷりプリンセス) – od 2009.04.07

## Internet
- DogaDoga7 (jap. ドガドガ7) – 2008.06.30, YouTube